# (100682) 1997 YE1
(100682) 1997 YE1 es un asteroide perteneciente al cinturón de asteroides descubierto el 19 de diciembre de 1997 por el equipo del Beijing Schmidt CCD Asteroid Program desde la Estación Xinglong, Hebei, China.

## Designación y nombre
Designado provisionalmente como 1997 YE1.

## Características orbitales
1997 YE1 está situado a una distancia media del Sol de 2,683 ua, pudiendo alejarse hasta 2,883 ua y acercarse hasta 2,482 ua. Su excentricidad es 0,074 y la inclinación orbital 14,05 grados. Emplea 1605,51 días en completar una órbita alrededor del Sol.

## Características físicas
La magnitud absoluta de 1997 YE1 es 14,5. 